# Стець, Юрий Ярославович
Юрий Ярославович Стець (укр. Юрій Ярославович Стець; род. 29 декабря 1975, Чортков, Тернопольская область, УССР, СССР) — украинский политик и журналист. Министр информационной политики Украины и член СНБОУ.
Избирался народным депутатом Украины VI, VII и VIII созывов. Руководитель управления информационной безопасности, майор Национальной гвардии Украины.

## Образование
В 1996 году окончил Черновицкое училище культуры имени Сидора Воробкевича. Специальность — «народное художественное творчество», квалификация — руководитель фольклорного ансамбля, организатор культурно-досуговой деятельности.
В 2009 году окончил Национальный технический университет «Харьковский политехнический институт», получил базовое высшее образование по направлению подготовки «Менеджмент» и квалификацию бакалавра по менеджменту.
В 2011 году окончил Национальный технический университет «Харьковский политехнический институт», получил полное высшее образование по специальности «Менеджмент внешнеэкономической деятельности» и квалификацию менеджера-экономиста.

## Трудовая деятельность
Сентябрь 1990 — январь 1992 — репортер Черновицкой областной государственной телерадиокомпании.
Январь — май 1992 — редактор, представительство телеканала ICTV в городе Черновцы.
Июль 1992 — июль 1993 — редактор, старший редактор телеканала «ТВА», город Черновцы.
Июль 1993 — март 1997 — PR-менеджер частной фирмы «Натан».
Март — август 1997 — редактор в ООО «Нико — PR».
1997—2000 — редактор музыкальных программ в ПИИ ООО «Телерадиокомпания» НБМ ".
2000—2002 — заместитель директора по ПИИ ООО «Телерадиокомпания» НБМ ".
С 2002 — генеральный продюсер ПИИ ООО «Телерадиокомпания» НБМ "(5 канал).
С 2005 — генеральный продюсер ООО «Телерадиокомпания „Экспресс-информ“» по совместительству.
С 2006 — почётный председатель международного благотворительного фонда «Моя Украина».
С 2007 — директор ООО «Телерадиокомпания „НБМ-радио“» по совместительству.
С 2007 — член наблюдательного совета 5-го канала.
23 ноября 2007 — 12 декабря 2012 — народный депутат Украины VI созыва от блока «Наша Украина — Народная самооборона», № 53 в списке. Секретарь Комитета Верховной Рады по вопросам свободы слова и информации. 23 февраля 2012 года был избран председателем этого же Комитета. За такое решение проголосовало 345 народных депутатов.
12 декабря 2012 — избран народным депутатом Украины 7-го созыва от ВО «Батькивщина». Член Комитета по вопросам свободы слова и информации.
15 августа 2014 — озвучил информацию, о написании заявления о сложении депутатских полномочий, чтобы продолжить нести службу в составе Национальной гвардии Украины на Донбассе.
27 ноября 2014 — избран народным депутатом Украины 8-го созыва (Партия «Блок Петра Порошенко»). Член Комитета по вопросам свободы слова и информации.
2 декабря 2014 — назначен министром информационной политики Украины во втором правительстве Арсения Яценюка; того же дня сложил полномочия народного депутата.
С 15 декабря 2014 — член СНБО.
Со 2 сентября 2015 — председатель Совета по вопросам коммуникаций. Совет по коммуникациям является временным консультативно-совещательным органом, созданным для обеспечения связей с общественностью и выработки единой коммуникативной политики.
8 декабря 2015 подал в отставку с должности Министра информационной политики Украины, однако, 4 февраля 2016 отозвал заявление.
14 апреля 2016 года Второе правительство Яценюка было отправлено в отставку, в новом правительстве Гройсмана, все также сохраняет должность Министра информационной политики Украины.
31 мая 2017 года объявил о своём окончательном уходе в отставку со своего поста «по состоянию здоровья». Отставку Стеця рассматривали как результат скандала на принадлежащем Петру Порошенко Пятом канале, ведущие которого Роман Чайка и Богдан Буткевич были разыграны известным оппозиционным видеоблогером Анатолием Шарием. В эфире канала в нарушение закона были опубликованы непроверенные и ложные личные данные Шария, а также компрометирующие его сведения, которые тот сам им скрыто подбросил. В отставку Стець не ушёл.
1 ноября 2018 года включён в санкционный список России.

## Семья
Жена — Яна Александровна Конотоп — журналист, политический обозреватель Пятого телеканала, Заслуженный журналист Украины. 2 июля 2014 года была награждена знаком отличия МВД Украины «Огнестрельное оружие».
Сыновья — Владислав и Серж от первого брака, дочь — Ева.
Марина Порошенко вместе с Юрием Луценко крестили дочь Юрия Стеця Еву.

## Награды
- Заслуженный журналист Украины (23 августа 2005) — за значительный личный вклад в социально-экономическое, научное и культурное развитие Украины, весомые трудовые достижения и активную общественную деятельность.[11]
- Почетная грамота Кабинета Министров Украины (2008).
- 10 июля 2014 года награждён орденом святого Георгия Победоносца Украинская православная церковь Киевского патриархата[12].
- Отличия МВД Украины — нагрудные знаки «За безопасность народа», «За отличие в службе» (2014)[13].